# Malvastrum boyuibeanum
Malvastrum boyuibeanum är en malvaväxtart som beskrevs av Antonio Krapovickas. Malvastrum boyuibeanum ingår i släktet Malvastrum och familjen malvaväxter. Inga underarter finns listade i Catalogue of Life.